# Vandforsyning
Vandforsyning er de systemer som sørger for at et samfund har adgang til rent vand, som regel ved hjælp af pumper og rør. I sin enkleste form består vandforsyning af en åben vandkilde som en flod, eller af brøndvand som kan hentes og bæres. Mange samfund har postevand, som udvindes af et vandværk og overføres med vandledninger til hvert enkelt hjem eller hus. Der findes adskilte systemer for irrigation (kunstvanding). Parallelt med vandledninger findes også afløb og afløbsrør som føres til et renseanlæg.

## Global adgang til vand
I 2010 havde omkring 84 procent af verdens befolkning (6,74 milliarder mennesker) adgang til vand fra vandværk til hjemmet fra en vandkilde eller vandværk, mens 14 procent (884 millioner mennesker) har ikke adgang til sikkert drikkevand og må benytte ubeskyttede brønde eller vandkilder, kanaler, indsøer eller floder for deres vandbehov.
Rent drikkevand er den absolut vigtigste afgørende faktor for folkesundheden - især er det vigtigt at vandet ikke forurenes af spildevand. Ødelæggelse af infrastruktur som vandforsyning og/eller kloakrenseanlæg efter store katastrofer som jordskælv, oversvømmelser, krig og lignende, udgør den nærmeste trussel for alvorlige epidemier på grund af forurenet vand.

## Teknisk oversigt
Vandforsyningssystemer skaffer vand fra en række kilder og steder, herunder grundvand som er den primære vandtype i Danmark. Med grundvand er det vigtigt at vandforsyningen sker med uforurenet grundvand. Rensning av drikkevandet omfatter i Danmark derfor fjerning af naturlige forekomster af stoffer som jern, mangan og metan. I Danmark, Østrig og Island kommer mere end 95 procent af drikkevandet fra grundvand, mens grundvandet kun dækker 15 procent af vandforsyningen i Norge. 
Andre kilder er overfladevand som indsøer og floder (som er den vigtigste vandkilde i Norge), vandkonservering og fra havvand via afsalting. Vandet er da i de fleste tilfælde renset, desinficeret via klorering og nogle gange tilsat fluor. Behandlet vand flyder eller pumpes til vandreservoirer som kan være højtliggende som i vandtårn eller i jordhøjde. Så snart vandet er benyttet, udledes det som spildevand i kloaksystemer (hvor det evt. behandles i et renseanlæg) før det føres videres til en flod, sø eller havet (en recipient), eller bliver benyttet til kunstvanding eller til industrielt behov.
Spildevand indeholder blandt andet fosfor, nitrogen, organisk stof, bakterier og virus. Dette kan påvirke miljøforholdene i vandløb, fjorde og kystfarvande. Den store udbygning af renseanlæg i Norge startede omkring 1970. I dag behandles nærmest alt spildevand i renseanlæg før det ledes ud i en recipient.

## Vandforsyning i Danmark
Den almene vandforsyning i Danmark bygger udelukkende på grundvand. Det har hidtil været et vigtigt princip, at forsyningen sker med uforurenet grundvand. Rensning af drikkevandet omfatter derfor kun fjernelse af naturligt forekommende stoffer som jern, mangan og metan.

### Vandets kredsløb
Al grundvand er i princippet startet som nedbør, der er sivet ned i jorden. Grundvandet bevæger sig overordentligt langsomt mod havet, her fordamper det, fortætter og bliver igen til nedbør. Vandforsyningen henter grundvand op, vi bruger det og sender det tilbage til havet via rensningsanlæg. Vandets opholdstid i de forskellige elementer varierer betydeligt efter de lokale forhold. Et gennemsnitsvandmolekyle vil ligge i undergrunden mange tusinde år, i havet ca. 3.000 år, mens det kun er vanddamp nogle dage. Det grundvand, der indvindes til vandforsyning, er typisk den nedbør, der faldt for 50 – 100 år siden.

### Grundvandsdannelse
Det vand, der falder som nedbør, ændrer i høj grad karakter, når det siver ned gennem jordlagene.
Fra overfladen kan den vaske forskellige stoffer ud. Man er særligt opmærksom på pesticider og kvælstof i forbindelse med vandforsyningen.
Ved nedbrydning af organisk stof i rodzonen bruges ilt (O2), og der frigives kultveilte (CO2).
I lerjord er nedsivningshastigheden lille, og der sker en betydelig ionbytning, som tilbageholder mange opløste stoffer.
I sandjord sker nedsivningen hurtigt, og der sker ingen ionbytning.
Man kan direkte måle, om drikkevandet har været i kontakt med ler ved at måle ionbytningsgraden. Ionbytningsgraden er forholdet mellem natrium- og kloridioner. Hvis der er lige mange af hver, er der ikke sket nogen ionbytning, og vandet har ikke været i kontakt med ler. Er der et overskud af kloridioner, er vandet ionbyttet ved kontakt med lerlag.
Så længe der er ilt til stede, vil nitrat (NO3) følge med vandstrømmen ned. I den dybde, hvor al ilt er opbrugt, vil bakterier omdanne nitrat til frit kvælstof (N2). Det kaldes denitrifikation.
Når nitraten er opbrugt, vil andre bakterier omdanne sulfat (SO4-) til svovlbrinte (H2S) ved sulfatreduktion. Samtidig vil jern i jorden blive opløst.
Ved nedsivning gennem kalkholdige jordlag vil vandets indhold af kultveilte, som er en syre (kulsyre) opløse kalk, så vandets kalkindhold og dermed hårdhed stiger.
Nedsivning i kalkfattige områder (specielt i Vestjylland) medfører grundvand med lavt pH og et højt indhold af opløst jern.
Dybtliggende organiske aflejringer kan tilføre metan (CH4) til vandet.
I stor dybde er vandet salt enten pga. gamle havaflejringer eller pga. indtrængende havvand.

### Vandindvinding
Et grundvandsmagasin er et vandmættet jordlag, der er tilstrækkeligt porøst (permeabelt) til, at vandet kan løbe til en indvindingsboring. Det kan være sprækkede kalklag eller sandlag (på Bornholm opsprækket grundfjeld og sandsten).
Det bedste vand skal hentes i en dybde, hvor nitrat er omdannet, men ikke så dybt, at vandet er salt. Desuden skal vandet helst have passeret beskyttende lerlag, der har tilbageholdt uønskede stoffer. I praksis er drikkevandet en blanding af forskellige typer vand fra forskellig dybde.

### Vandkvalitet
De fleste steder vil indholdet af opløst jern være så højt, at det skal renses fra, inden vandet er egnet til vandforsyning. Det sker ved at tilføre ilt til vandet, så jern udfældes som okker, der kan holdes tilbage i et sandfilter.
Vandets kvalitet kontrolleres ved stikprøver i boringen, på vandværket og hos forbrugerne.
Vandet skal være klart og uden farve, lugt og smag. Temperaturen må højst være 12 oC og pH skal ligge mellem 7,5 og 8,5. Desuden er der grænseværdier for en række stoffer, der naturligt findes i vandet og en række stoffer, der tyder på forurening samt til indholdet af bakterier.

### Vandforsyningens struktur
Indvinding og distribution af vandet foretages af 155 kommunale samt 2500 (2005) private, almene vandværker (et alment vandværk er et fælles vandværk for mindst 10 husstande. Derudover er mange husstande på landet tilsluttet enkeltforsyningsanlæg med en – ni husstande, der kan bruge overfladevand. Den decentrale forsyningsstruktur hænger sammen med, at det hidtil har været nemt at finde tilstrækkeligt velegnet drikkevand. Udviklingen går dog mod centralisering af vandforsyningen pga. forurening og stigende administrative byrder for værkerne, hvis altså brugerne ligger inden for 'de naturlige grænser' for vandforsyningens forsyningspligt.
Der betales erstatning til de landmænd, der ikke sprøjter 25 m fra almene boringer. En vandforsyning kan også indgå frivillige dyrkningsaftaler med de landbrugere, der dyrker jorden omkring boringerne og de arealer, hvorfra der nedsiver vand i vandforsyningens indvindingsområde.

### Vandforbrug
I Danmark indvindes omkring 700 mio. m3 vand om året(2005). Heraf indvindes de 400 mio. m3 af vandværker, 200 mio. m3 anvendes til vanding af marker og 100 mio. m3 indvindes af industrivirksomheder.
Af vandværkernes indvinding anvendes halvdelen til husholdning, ¼ til erhverv og resten til institutioner, spild samt diverse.
En dansker brugte i 2005 i gennemsnit 122 l vand pr. dag. Forbruget er faldet drastisk, siden alle forbrugere fik vandmålere omkring år 2000. I 1989 var vandforbruget således 174 l pr. person pr. dag.
Før år 2000 var det ikke ualmindeligt, at en husstand brugte en stor del af drikkevandet til at vande have med. Vandværkerne kunne således konstatere store sæsonvariationer i vandforbruget.

### Blødere vandværksvand i den østlige del af Danmark
Fra ca. 2010 har politikerne haft øget fokus på at få blødere vandværksvand i den østlige del af Danmark. Grunden er store dele af den østlige del af Danmark får vandværksvand med en vandhårdhed på mellem 20 og 30 dH.
August 2012 besluttede bestyrelsen i HOFOR Vand Holding at Brøndby skulle være det første sted i den østlige del af Danmark, som fik blødere vand. Argumenterne var, at Vandværkerne i Brøndby kun leverede vandværksvand til Brøndby og man derfor kunne få erfaring relativt hurtigt med vandblødgøring og virkningerne hos borgerne. Brøndby fik blødere vand fra efteråret 2017.
Andre kommuner nær Københavnsområdet får ifølge planen blødere vand i løbet af 2017-2029. Københavnsområdet får vand blandet fra flere kommuner og derfor vil Københavnsområdet lidt efter lidt få blødere vand i perioden 2017-2029.
Plan: Vandværker i Hovedstadsområdet får idriftsat blødgøringsanlæg i følgende rækkefølge:
- Søndersø - primært nordlige og østlige del af Københavns Kommune.
- Lejre og Marbjerg - primært midte af Københavns Kommune.
- Thorsbro og Regnemark - primært sydlige del af Københavns Kommune.
- Islevbro og Slangerup - hele Københavns Kommune burde nu få vandværksvand med en vandhårdhed på ca. 10 dH.
- Espevang - Rødovre burde nu få vandværksvand med en vandhårdhed på ca. 11 dH.
- Dragør - se kilde.